# طلا اش
طلایه اشرفی(زادهٔ ۲۴ ژوئیه ۱۹۸۴) مشهور به طلا اش، هنرپیشه ایرانی مقیم آمریکا است که در نقش زاری تزاری در سریال افسانه‌های فردا شناخته شده‌است.

## اوایل زندگی
طلا اش در روز ۲ مرداد ۱۳۶۳ (برابر با ۲۴ ژوییه ۱۹۸۴) در تهران چشم به جهان گشود. نام کامل او «طلایه اشرفی» است. این نام از شاهنامه فردوسی برگرفته شده و به معنای پیشگام است. وقتی طلا ۹ ماهه بود، خانواده‌اش از ایران به آمریکا مهاجرت کردند و او در پاول اوهایو رشد کرد. میل و علاقه طلا به بازیگری چنان زیاد بود که در نمایش‌های دبیرستان هم به‌عنوان بازیگر و هم بعنوان کارگردان حضور داشت.
طلا مدرک کارشناسی هنرهای زیبا رو از دانشگاه تئاتر بوستون را دریافت کرد. طلا همچنین در آکادمی موسیقی و هنرهای نمایشی لندن و تئاتر بداهه آپرایت سیتیزن در نیویورک تعلیم دید.

## فعالیت هنری
طلا اش فعالیتش را در سال ۲۰۰۸ با فیلم انتظار در پکن آغاز کرد. وی به عنوان بازیگر مهمان در سریال نظم و قانون به کارش ادامه داد و در سریال ادیسه آمریکایی نقش ایفا کرد. در سال ۲۰۱۷ وی بعنوان بازیگر اصلی به فصل سوم سریال افسانه‌های فردا پیوست و عهده‌دار نقش زاری توماز شد. ایفای نقش وی با استقبال منتقدان و طرفداران مواجه شد.